# Jacques Paul Migne

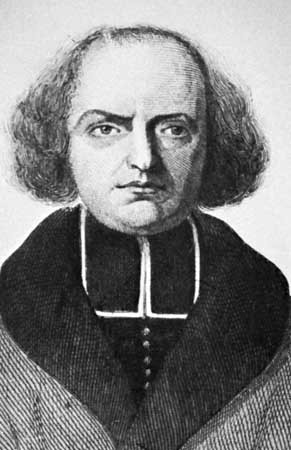
Jacques Paul Migne

Jacques Paul Migne, född 25 oktober 1800 i Saint-Flour, Cantal, död 24 oktober 1876 i Paris, var en fransk katolsk teolog, förläggare och utgivare av kyrkofädernas skrifter.

## Biografi
Jacques Paul Migne prästvigdes 1824, varefter han verkade i Orléans-stiftet och i Paris, där han startade en teologiskt tidskrift, L'Univers religieux (senare, under näste redaktör kallad L'Univers). 1836, i Petit Montrouge, grundade han Imprimerie Catholique, en förlagsaffär med boktryckeri som skulle bli oerhört betydelsefull för den katolska patristiken och litteraturen. Mignes huvudverk blev utgivandet av kyrkofäderna och kyrkolärarna, Patrologiae cursus completus. 1844-1865 utkom i 217 band de latinska Series latina, från Tertullianus till Innocentius III, jämte 4 band Indices. 1857-1866 utkom Series graeca i 166 band, som omfattar den grekiska kyrkliga litteraturen från de apostoliska fäderna till konciliet i Florens; denna serie föreligger i två utgåvor; den ena, fullständiga, ger den grekiska texten jämte latinsk översättning på motstående sida; den andra ger endast latinsk översättning. Även här finns index. Mignes samlingsverk i patristik räknas ännu till de klassiska verken i ämnet, och är utgivet på CD-ROM.
Migne utgav även en hel del andra gigantiska samlingsverk, bland annat ett 
dogmatiskt bibliotek, Theologice cursus completus (28 band, 1840-1845), en samling berömda predikningar, Collection intégrale et universelle des orateurs sacrés (102 band, 1844-1866), samt Encyclopédie théologique, en teologisk encyklopedi i 171 band. 
Förlaget hade även verkstäder för orgelbygge, religiöst måleri med flera verksamheter, och blev ett av de största privatägda förlagen i Frankrike. 1868 ödelade en vådeld hela företaget, men han uppsatte en ny affär. Ärkebiskopen av Paris förbjöd dock Migne detta affärsföretag, som syntes föga passa en präst; han suspenderades, och påven fråntog honom 1874 de prästerliga rättigheterna.

## Utgivna samlingar av Migne
- Scripturae Sacrae Cursus Completus (28 band, 1840-1845)
- Theologiae Cursus Completus (28 band, 1840-1845)
- Démonstrations Evangéliques (20 band, 1842-1852)
- Collection Intégrale et Universelle des Orateurs Sacrés (102 band, 1844-1866)
- Summa Aurea de Laudibus Beatae Mariae Virginis, coll. J.J. Bourassé (13 band, 1866-1868)
- Encyclopédie Théologique (171 band, 1844-1866)
- Patrologia
  - Patrologiae Latinae Cursus Completus (217 band, sammanlagt, 1844-1855), fyra band index (band 218-221, 1862-1864)
  - Patrologiae Graecae Cursus Completus (latinsk översättning 81 band, 1856-1861; grekiska och latin 166 band, 1857-1866))
- Samlade verk av bland andra Thomas av Aquino, Teresa av Avila, Joseph de Maistre, Louis de Bonald, Pierre de Bérulle
- Uppslagsverk i skilda ämnen